# Othmar Jaindl
Othmar Jaindl (* 16. September 1911 in Sankt Veit an der Glan; † 1. Jänner 1982) war ein österreichischer Bildhauer.

## Leben
Othmar Jaindl besuchte bis 1928 die Bundeslehranstalt für Bau und Kunstgewerbe im Fach Holzbearbeitung in Villach. 1929 war er Gehilfe beim Bildhauer Max Domenig in Hallein. Von 1929 bis 1932 studierte er an der Kunstgewerbeschule Wien bei Anton Hanak und von 1932 bis 1939 an der Akademie der bildenden Künste Wien bei Anton Hanak und Albert Bechtold. Von 1940 bis 1945 leistete er Kriegsdienst. Ab 1946 arbeitete er als freischaffender Künstler im Elternhaus in St. Ruprecht in Villach. Mit 1950 baute er eigenhändig sein Atelierwohnhaus in St. Andrä in Villach, das sich bis heute im Originalzustand am Villacher Othmar-Jaindl-Weg 1, zu Füßen der Burgruine Landskron, befindet. Von großen Bäumen geschützt, überrascht es durch seine runde Fassade und das Flachdach, das zur Zeit seiner Erbauung nach Jaindls Plänen in den 1950er Jahren modern gewirkt haben muss.

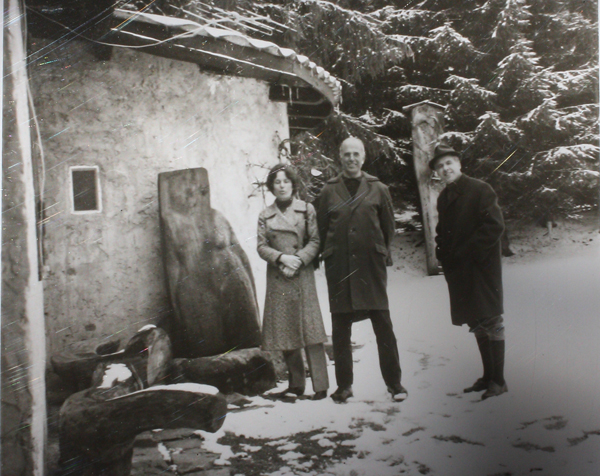
Othmar Jaindl (rechts) vor seinem Haus und Atelier in Landskron. In der Mitte sein Freund Georg Fohn und dessen Tochter Helga Mrkvicka

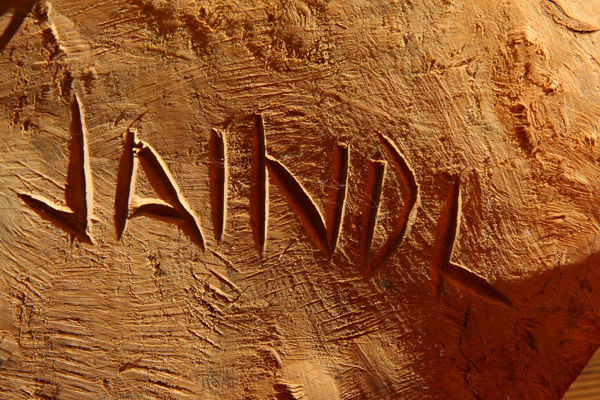
Signatur

Holzskulpturen, jeweils aus einem Stamm herausgearbeitet, stehen im Freien um das Haus. Zwischen 40 Zentimeter und mehrere Meter hohe Holzskulpturen stehen im Atelier. Details wie ein aus einem Stamm geschlagener Sessel, eine Garderobe aus Astgabeln oder ein großzügiger Türgriff aus einem Ast, der in seiner natürlich gewachsenen Form beibehalten wurde, sind zu finden. Kurz vor seinem Tod ließ Jaindl eigens einen Raum an sein Atelier anbauen, um darin die 3,20 Meter hohe Skulptur Konzert (Linde, 1968) unterzubringen. 
Othmar Jaindl wird als nonkonformistischer Außenseiter beschrieben, als einer, der sich ein Leben lang ausschließlich seiner Kunst hingab und dennoch nie in der Kunstszene Fuß fassen konnte. Im Zweiten Weltkrieg, durch den Jaindl einige Jahre in Norwegen und Finnland verbringen musste, inspirierten ihn die weitläufigen Wälder so sehr, dass er ab 1945 dem Werkstoff Holz als alleinigem Arbeitsmaterial den Vorzug gab. In den nächsten 15 Jahren entstanden archaische Figuren und Köpfe. Er lebte im Einklang mit der Natur, schöpfte Kraft aus ihr, war begeisterter Bergsteiger und Mineraliensammler und liebte es, im Winter Eis laufend die Weiten des Ossiacher Sees zu erobern. Er besaß kein Auto, auch kein Moped, sondern war überzeugter Fahrradfahrer. 
Wie Othmar Jaindl seiner Zeit voraus war, zeigen Notizen aus den fünfziger Jahren. „Das Entscheidende ist das Werden, denn die fertige Form ist der Beginn des Verfalls.“ So erklärte er und betrachtete die Holzstämme, die er oft unter größten materiellen Schwierigkeiten in den Bergen aussuchte und dann erwarb, mit Ehrfurcht und Naturverständnis. 
Zwei Skulpturen des oft von existenziellen Nöten geplagten Künstlers, der ein vielfältiges und dennoch in sich geschlossenes Werk entwickelte, sind in seinem Wirkungskreis Villach und Umgebung auf öffentlichen Plätzen zu finden: vor dem Stift Ossiach, wo eine neun Meter hohe Eichenholz-Stele steht, und in Paternion, wo Jaindl ein Denkmal aus Krastaler Marmor schuf. 

## Werke

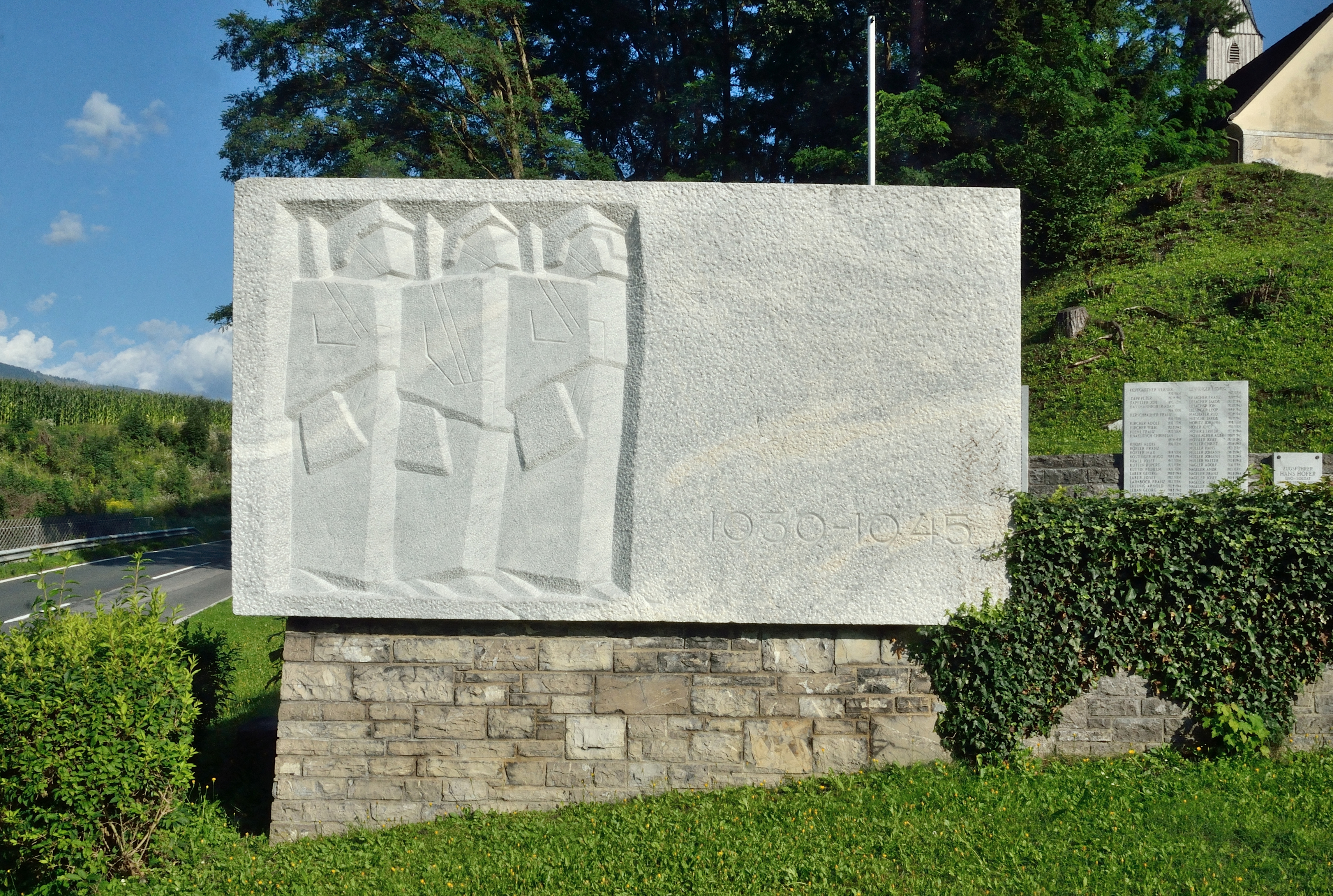
Kriegerdenkmal in Nikelsdorf (Gemeinde Paternion)

- Eichenholz-Stele (neun Meter hoch) vor dem Stift Ossiach[1]
- Denkmal aus Krastaler Marmor in Paternion

## Ausstellungen
- 1964: Retrospektive 1946–1963 in der Galerie 61 in Klagenfurt
- 1967: gemeinsame Ausstellung mit Werner Berg in Kostanjevica na Krki
- 1973: Retrospektive 1929–1973 im Künstlerhaus Klagenfurt
- 1979: Galerie Slama in Klagenfurt
- 1979: Oberösterreichisches Landeskulturzentrum Ursulinenhof in Linz
- 2011: Werner-Berg-Museum, Zum 100. Geburtstag
- 2011: Dinzlschloss, Zum 100. Geburtstag[2]

## Publikationen
- Plastiken. Einführung von Grete Misar, Hrsg. Kärntner Landesregierung und Stadtgemeinde Villach. Ritter Verlag, Klagenfurt 1975.
- Peter Baum: Othmar Jaindl. 1911 - 1982. Bildband zu Plastiken. Ritter Verlag, Klagenfurt 1986, ISBN 3-85415-042-3.